# Scudo ucraino
     1. Scudo ucraino
     2. Anticlinale di Kovel
     3. Piattaforma di Volinia-Podolia
     4. Orogene dei Carpazi
     5. Piattaforma europea occidentale
     6. Bacino (aulacogene) di Pripjat'-Dniepr-Donec
     7. (Scudo) Massiccio di Voronezh
     8. Orogene del Donec o del Donbass
     9. Bacino Pontico o del Mar Nero
     10. Piattaforma Scitica o Sarmatica
     11. Orogene di Crimea

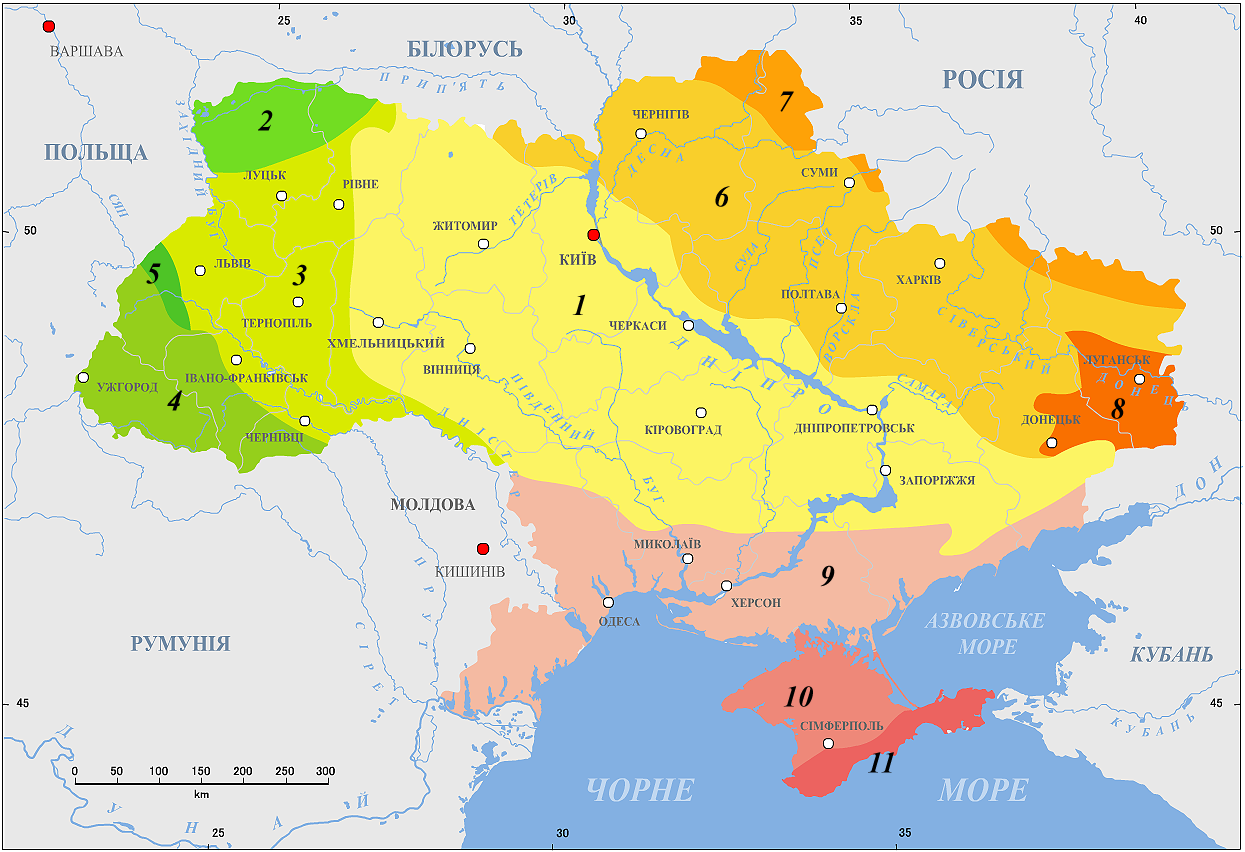
Carta strutturale dell'Ucraina
1. Scudo ucraino
2. Anticlinale di Kovel
3. Piattaforma di Volinia-Podolia
4. Orogene dei Carpazi
5. Piattaforma europea occidentale
6. Bacino (aulacogene) di Pripjat'-Dniepr-Donec
7. (Scudo) Massiccio di Voronezh
8. Orogene del Donec o del Donbass
9. Bacino Pontico o del Mar Nero
10. Piattaforma Scitica o Sarmatica
11. Orogene di Crimea

Lo scudo Ucraino o di Volinia è una grande regione strutturale, la parte sudoccidentale del Cratone dell'Europa Orientale, assieme al Massiccio di Voronezh.
Occupa un'area di 200.000 km2 in Ucraina nell'area compresa tra i fiumi Dnestr e Bug.
A nord est l'aulacogeno di Dniepr-Donez lo separa dal Massiccio di Voronezh.
Al suo interno si possono distinguere vari orogeni:
- dniepridi (da 3.700 a 2.700 Ma)
- bugidy (da 2.700 a 2.000 Ma)
- wołynidi (circa 2.000 Ma)
- saksaganidi (da 2.000 a 1.700 Ma)
- owrucidi (1.575 Ma)

Dopo l'orogenesi owrucide, a partire da 1.200 Ma sullo scudo Ucraino ha iniziato a deporsi una piattaforma spessa sino a 1 km.